# Genzó Maeda
Genzó Maeda (前田玄造, Maeda Genzó) (1831–1906) byl japonský fotograf ze severního Kjúšú.

## Životopis
V Nagasaki studoval fotografii u Jana Karla van den Broeka a J. L. C. Pompe van Meerdervoorta. Ani jeden z těchto učitelů nebyl zkušeným fotografem a jejich pokusy vytvořit fotografie byly z velké části neúspěšné. Nicméně postupně učili Maeda a jeho spolužáky mokrý kolódiový proces, mezi něž patřili mimo jiné Furukawa Šumpei, Kawano Teizó, Hikoma Ueno a Kuwadžiró Horie. Když švýcarský fotograf Pierre Rossier v roce 1858 přijel do Japonska na zakázku od společnosti Negretti and Zambra, Maeda dostal pokyn, aby mu pomáhal a doprovázel ho a dále se učil fotografovat. Maeda a další studenti doprovázeli Rossiera do Nagasaki, zatímco později pořizoval fotografie kněží, žebráků, účastníků zápasu sumo, zahraniční osady nebo skupinový portrét Alexandra von Siebolda a samurajů. Rossier věřil, že neúspěchy Pompe van Meerdervoorta ve fotografii byly způsobeny nedostatkem potřebných chemikálií, a tak poskytl Maedovi doporučující dopis, aby si opatřil fotografické přístroje a chemikálie ze zdroje v Šanghaji. Maeda i Furukawa od Rossiera nakupovali objektivy, chemikálie a albuminový papír. Maeda a Furukawa uspěli při pořízení fotografie s těmito materiály 28. října 1860, v den, který se dodnes připomíná ve Fukuoce, kde byla fotografie pořízena.